# Farmasi Arena
Farmasi Arena (originalmente batizada Arena Olímpica do Rio, também conhecida como Arena da Barra, Rioarena e anteriormente como: HSBC arena) é uma arena multiúso localizada no Parque Olímpico do Rio de Janeiro, na Barra Olímpica, no Rio de Janeiro. Tem capacidade máxima de 18 mil pessoas.
Inaugurada para os Jogos Pan-americanos de 2007, abriga eventos e apresentações musicais, e foi uma das sedes dos Jogos Olímpicos de 2016, sendo a primeira arena na história dos Jogos Olímpicos a sediar as três modalidades da ginástica.
Entre os dois eventos esportivos, o ginásio, sob o nome comercial HSBC Arena, abrigou parte das atividades da Rio+20, ocasionais eventos esportivos como UFC e partidas de basquetebol, e muitas apresentações musicais, de ídolos internacionais como Beyoncé, Miley Cyrus, Now United, Selena Gomez, Ariana Grande, Demi Lovato, Green Day, Iron Maiden, Ed Sheeran, Paul McCartney, Eric Clapton, Elton John, Guns n' Roses, Radiohead,  RBD, Harry Styles e Louis Tomlinson. a músicos brasileiros como Roberto Carlos, Ivete Sangalo, Paula Fernandes, Fernandinho, Wesley Safadão e Sandy & Junior e também eventos de stand-up como do humorista Whindersson Nunes, que realizou sua última apresentação na arena após anunciar uma pausa nos palcos. Entre 2017 e 2023 chamou-se Jeunesse Arena, após os direitos de nome serem adquiridos pela Jeunesse. Em 2024, a marca de cosméticos Farmasi adquiriu os direitos de nome.

## História
O ginásio foi construído no interior do Autódromo Internacional Nelson Piquet, constituindo parte do Complexo Esportivo Cidade dos Esportes. Sua inauguração deu-se com uma apresentação de ginástica artística em 7 de julho de 2007, poucos dias antes do início dos Jogos Pan-Americanos de 2007. Após os jogos, a Arena foi licitada, e a GL events Brasil assumiu a gestão da arena até 2016. Em 2008, o banco britânico HSBC adquiriu os direitos de nome do ginásio, que foi rebatizado HSBC Arena. Em 2016, para respeitar as regras do Comitê Olímpico Internacional a respeito de direitos de nome para espaços olímpicos, o nome mudou para RioArena. Em janeiro de 2017, a norte-americana Jeunesse comprou os direitos de nome da Arena. No começo de 2024 voltou a se chamar Rioarena, até que em março a empresa de cosméticos Farmasi chegou ao Brasil e comprou da GL Events os direitos de nome da Arena.

## Estrutura

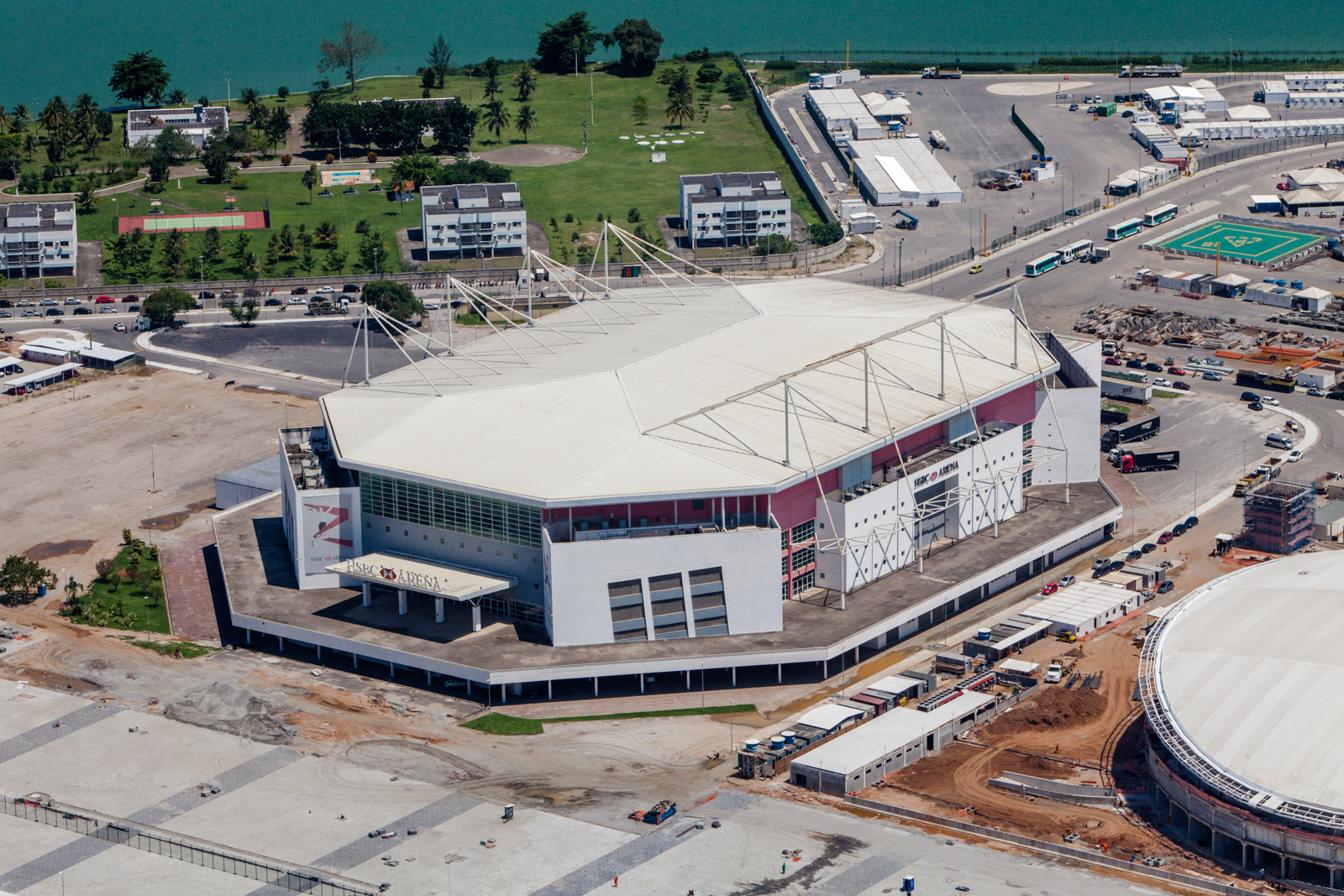
Visão aérea da Arena

A Rioarena tem área de 92 mil m² e é o mais moderno ginásio do Brasil, com uma estrutura multifuncional inspirada nas arenas norte-americanas da NBA. O ginásio possui piso flutuante, placar eletrônico e arquibancadas retráteis, que podem ser rearranjadas para variação de público entre 300 e 18 mil pessoas. O plano de responsabilidade ambiental leva a recursos como um sistema de reuso de águas pluviais com quatro reservatórios de 160 000 litros cada. A Arena recebeu o prêmio Caio de Melhor Acústica da América Latina. Com todos os níveis climatizados, pode abrigar uma grande variedade de eventos, como formaturas, festas corporativas, feiras e exposições, congressos e seminários, além de shows, espetáculos diversos e esportes.

## Eventos

### Jogos Pan-americanos de 2007
A Arena Multiuso sediou as partidas de basquetebol e ginástica artística durante os Jogos Pan-americanos de 2007. Nos Jogos Parapan-Americanos de 2007, abrigou as cerimônias de abertura e encerramento, além do torneio de basquetebol em cadeira de rodas.

### Jogos Olímpicos de Verão de 2016
Nos Jogos Olímpicos de Verão de 2016, a Arena Olímpica do Rio - por imposição do Comitê Olímpico Internacional teve de perder o nome de patrocínio na Olimpíada - sediou ginástica artística, ginástica rítmica e trampolim. Também foi usada na Paralimpíada com basquete em cadeira de rodas.

### Novo Basquete Brasil
Em 2008, o time de basquete do Flamengo jogou três partidas do Novo Basquete Brasil na Arena, incluindo o jogo em que o time se sagrou campeão. A equipe voltou a utilizar a Rio Arena entre 2009 e 2011, com mais um título da NBB em 2009. A reforma no Maracanãzinho fez o Flamengo voltar à Rio Arena em 2013.
Outras competições de basquete incluíram os Jogos Mundiais Militares, em 2011, e o Sul-Americano de Clubes em 2010. Em outubro de 2013, a Rio Arena foi palco de um amistoso internacional da NBA entre Washington Wizards e Chicago Bulls.

### Ultimate Fighting Championship
A Rio Arena já foi palco de cinco eventos do Ultimate Fighting Championship: UFC 134 em 27 de agosto de 2011, UFC 142 em 14 de janeiro de 2012, UFC 153 em 13 de outubro de 2012 e UFC 163 em 3 de agosto de 2013. O UFC 153 foi o único evento da arena á esgotar 16,853 mil pessoas. UFC 153 foi o único evento de recorde de público nos eventos anteriores.

### Superliga Brasileira de Voleibol
A Jeunesse é patrocinadora das equipes masculina e feminina de voleibol do SESC-RJ e a arena é usada como sede nos jogos da competição nacional. A Arena sediou a final da Superliga Feminina em 2015, vencida pelo Rio de Janeiro Vôlei Clube (Rexona\AdeS).

### eSports
Em maio de 2017, recebeu o Mid-Season Invitational de League of Legends. Em setembro de 2019, Flamengo Esports e INTZ Esports Club decidiram o título do 5° ano do CBLoL. Na ocasião, o Flamengo saiu vitorioso. Entre outubro e novembro de 2022, a arena recebeu o IEM Rio Major 2022 de Counter-Strike: Global Offensive.

### Outros eventos desportivos
- Em setembro de 2007, recebeu o Campeonato Mundial de Judô, primeiro evento após os jogos continentais.
- A arena recebeu a etapa brasileira do Outback Champions Series, com tenistas veteranos, em março de 2009, vencida pelo americano John McEnroe.[17]

## Concertos musicais
No dia 2 de dezembro de 2007, o local recebeu seu primeiro concerto, o tradicional espetáculo de fim de ano do cantor Roberto Carlos para a TV Globo. A reinauguração como "Rio Arena" foi com um show do cantor Seal.
Desde então já recebeu concertos de nomes internacionais como Laura Pausini, Andrea Bocelli, Beyoncé, Ed Sheeran, Bob Dylan, Rod Stewart, Iron Maiden, Ozzy Osbourne, Korn, Black Label Society, RBD, Demi Lovato, The Offspring, Maroon 5, R.E.M., Green Day, Joss Stone, Scorpions, Evanescence, Selena Gomez, Lily Allen, Miley Cyrus, Corinne Bailey Rae e McFly. O cantor de sertanejo Luan Santana gravou na Arena seu DVD em novembro de 2010.
Em 2008, passou a ser realizado lá o Criança Esperança. Em 2011, o grupo francês Théâtre du Soleil apresentou na Rio Arena o espetáculo Os Náufragos da Louca Esperança.
Em 2012, a Rio Arena foi sede do Z festival e eventos corporativos, como o Prêmio Multishow e o Prêmio Arte Qualidade Brasil 2012, além de shows de Bruno Mars, Joe Cocker, Jennifer Lopez, Maroon 5, Michael Bublé, Selena Gomez, Keane, Florence and the Machine, Dionne Bromfield e Robert Plant.
A banda de metal Iron Maiden apresentou-se duas vezes na Arena, em 2011 e 2016, embora o primeiro show tenha sido postergado em um dia após a derrubada da barreira de proteção durante a canção de abertura fazer o grupo interromper o show.
A cantora de blues Amy Winehouse se apresentou em janeiro de 2011, com sua última turnê internacional. A cantora Miley Cyrus se apresentou dia 13 de maio com sua turnê Corazón Gitano Tour, com 14 mil fãs. Também em maio, a banda inglesa McFly cantou no dia 21 de maio, com seu novo álbum, o Above the Noise. Ainda em 2011 a Rio Arena recebeu a cantora Ivete Sangalo no dia 26 de novembro, com a sua turnê Multishow ao vivo Ivete Sangalo no Madison Square Garden, no qual o show teve lotação máxima, com 15 mil pessoas no local.